# Blair Dunlop

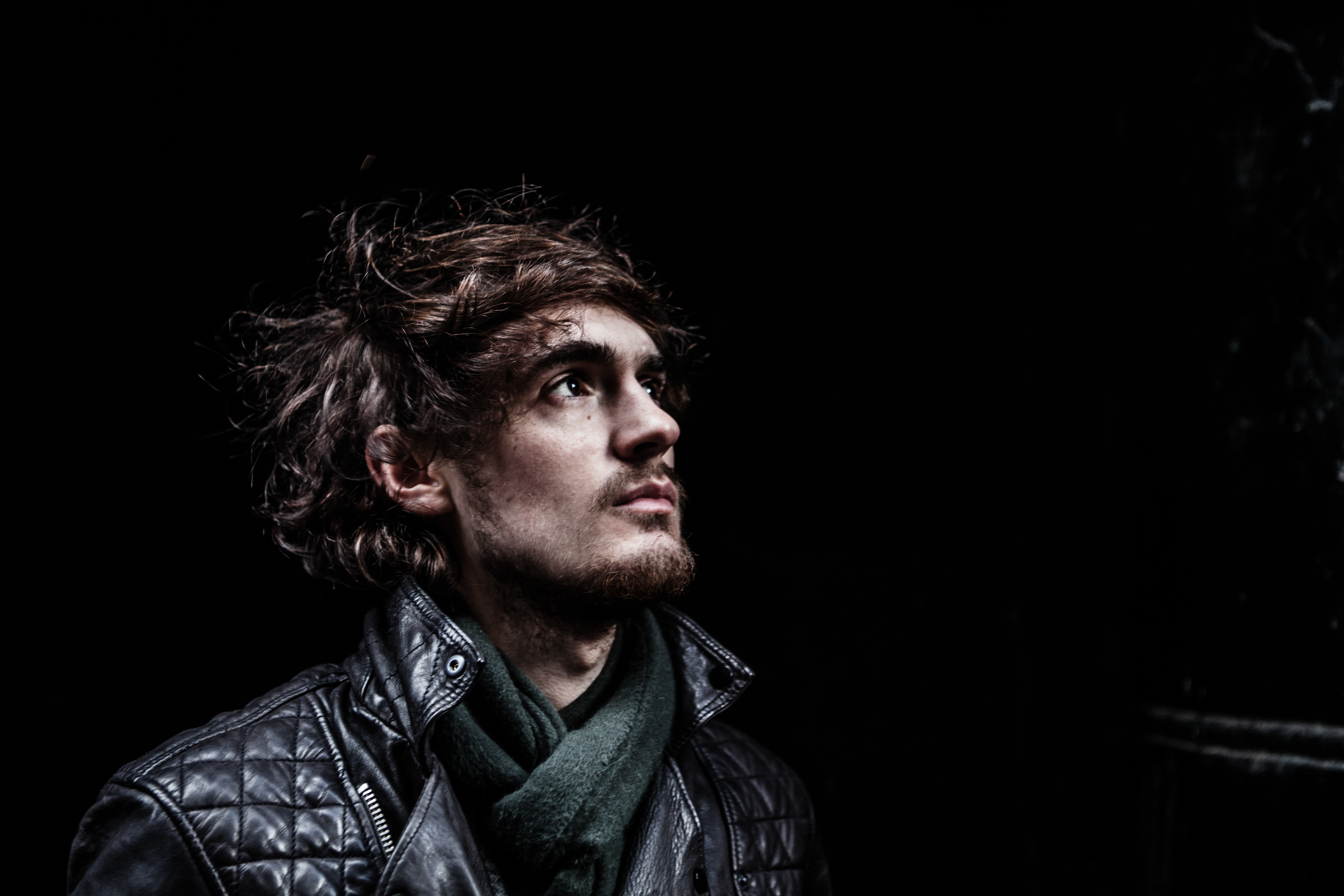
Blair Dunlop (2013)

Blair Dunlop (* 11. Februar 1992 in Chesterfield) ist ein englischer Filmschauspieler und Musiker.

## Leben
Dunlop wurde 1992 als Sohn des Folk-Rock-Musikers Ashley Hutchings und der Sängerin Judy Dunlop geboren.
Als junger Schauspieler gab Dunlop sein Filmdebüt mit amerikanischem Akzent 2005 in dem Film Charlie und die Schokoladenfabrik unter der Regie von Tim Burton. Er spielte den jungen Willy Wonka, ein Kind, das von seinem Vater streng erzogen wurde. Dunlop war auch in Rocket Man, einer Fernsehserie, zu sehen.

## Filmografie (Auswahl)
- 2005: Charlie und die Schokoladenfabrik (Charlie and the Chocolate Factory)
- 2005: Rocket Man (Fernsehserie, 2 Folgen)

## Diskografie

### Alben
- Blight and Blossom (Rooksmere Records) (2012)
- House of Jacks (Rooksmere Records) (2014)
- Gilded (Gilded Wings Records) (2016)
- Notes From An Island (Gilded Wings Records) (2018)
- Fighting Room – The Albion Band (Mini-Album) (2011)
- The Vice Of The People – The Albion Band (Album) (2012)
- Orion's Belt – The Albion Band (Live-Album) (2012)